# Shanon Wingate
Shanon Wingate; z d. Torregrosa (ur. 11 lutego 1981 r. na Portoryko). Siatkarka grająca na pozycji przyjmującej. 
Obecnie występuje w drużynie Lancheras de Cataño.
Włada dwoma językami: hiszpańskim i angielskim. Jest żoną Majora Wingate, amerykańskiego koszykarza.